# Porsgrunn/Skien

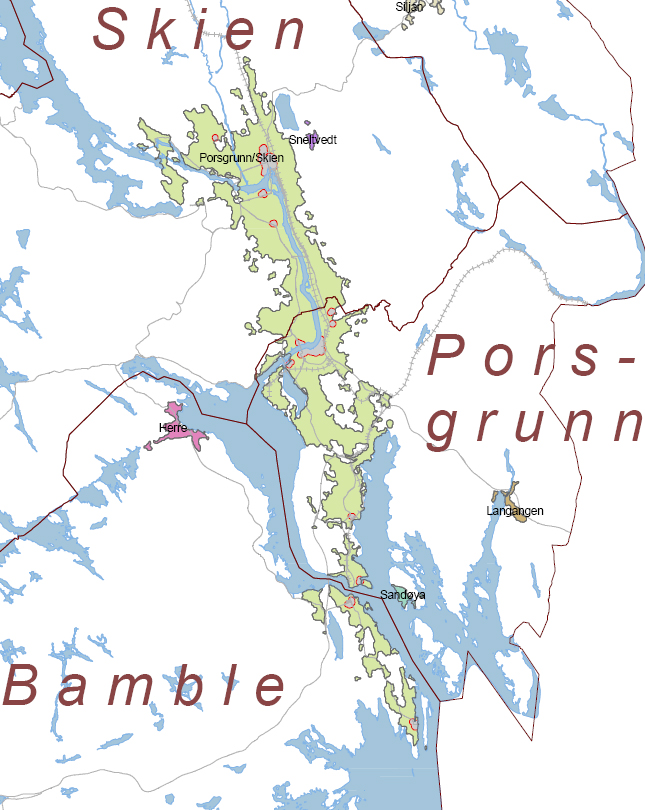
Mapa da área urbana de Porsgrunn-Skien, que também inclui Brevik, Stathelle e Langesund.

Porsgrunn/Skien é uma área urbana norueguesa localizada em Grenland, no sul de Telemark.
A área urbana cobre partes de três municípios: Skien, Porsgrunn e Bamble. A população estimada em 1 de janeira de 2020 era de 93.778 habitantes.